# Gleniffer Braes

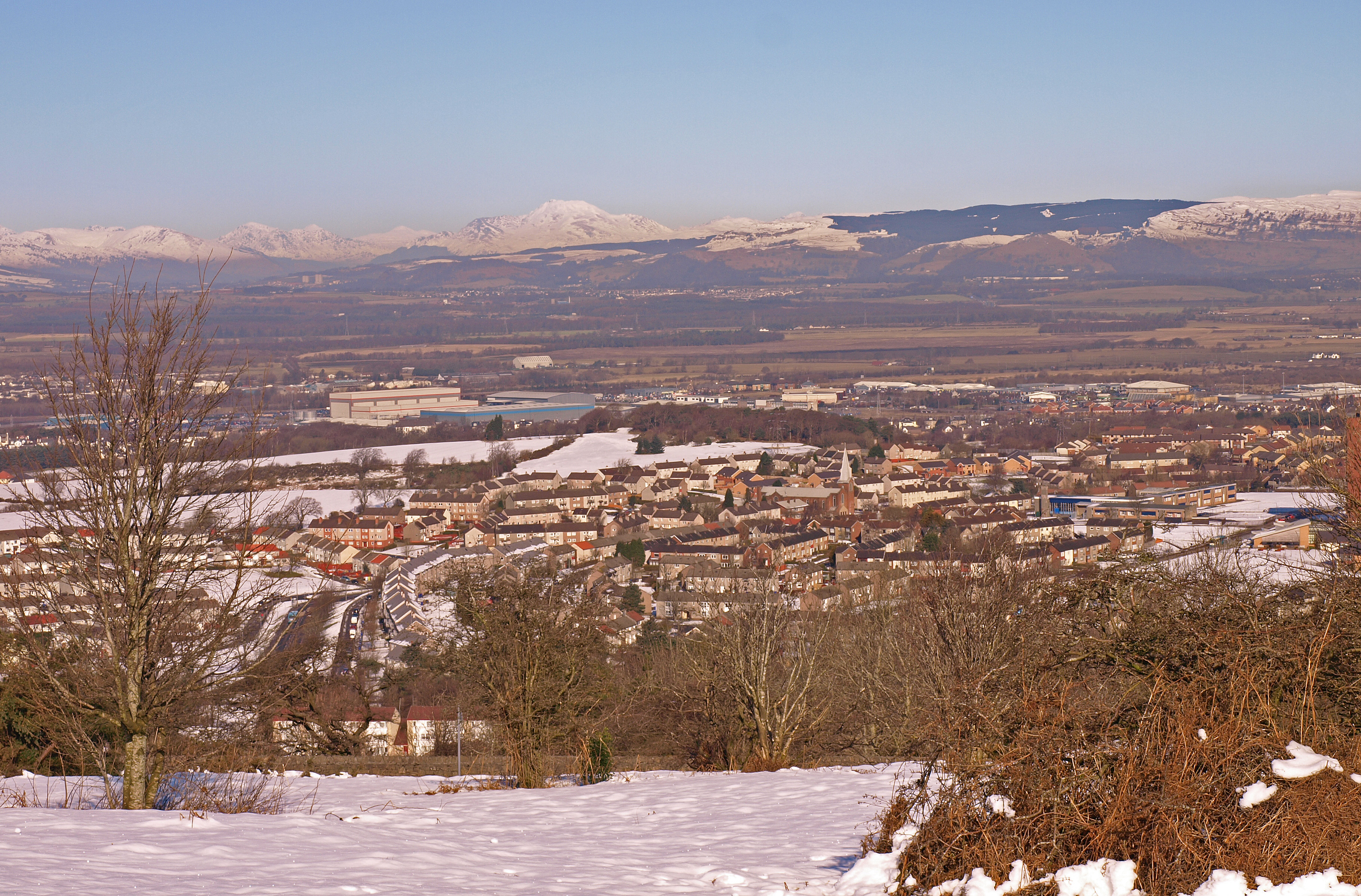
Vista desde el parque Robertson, Gleniffer Braes

Gleniffer Braes (“brae" en escocés es  “colina”) son un pequeño conjunto de montes en el sur de Paisley (Escocia) que hace de frontera entre las regiones de Renfrewshire y Ayrshire. En los Glennifer Braes se encuentra el Robertson Country park y el centro de aventura Scout en Lapwing Lodge. En ellos, se encuentra una importante subestación eléctrica y un transmisor de señal de radio.
- Datos: Q5568565